# 東京都交通局6500形電車 (鉄道)
東京都交通局6500形電車（とうきょうとこうつうきょく6500がたでんしゃ）は、2022年（令和4年）5月14日より営業運転を開始した、東京都交通局（都営地下鉄）三田線の通勤形電車。

## 概要
2023年3月の相鉄新横浜線・東急新横浜線の開業により、東急目黒線を含む三田線利用者の増加が見込まれることから混雑緩和のため8両編成化する方針が決まり、多様な環境および質の高いサービスを提供するため、6300形以来22年ぶりに導入された車両である。2022年度グッドデザイン賞を受賞。
デザインの基本構想は「スマート+コンフォート」をコンセプトとして、三田線の認知度や魅力の向上を目指し、車両部門以外の部署を含めて構成された検討チームにより検討を進めた。車内外ともに、長年愛される様に無駄がなく、機能美を感じさせられるものに仕上げている。
調達に当たっては2018年7月に指名競争入札が行われ、全13編成、計104両分の製造を近畿車輛が134億円（消費税抜き）で請け負うことになり、2020年（令和2年）11月に1編成が納入された。2022年度末までに順次13編成を投入し、6300形1・2次車を順次置き換えた。

## 車両概説

### 車体
アルミニウム合金を使用したダブルスキン構造で、大型の押出形材を入熱量が少なく、歪みを低減しながら深い溶け込み、高い強度が得られる「レーザー・MIGハイブリッド溶接」で組み立てている。先頭の構体もアルミニウム合金を使用した骨皮構造とし、必要な箇所に強度・剛性を確保している。なお、本型式は都営地下鉄では12-600形以来のアルミ車体となった（三田線の車両では初）。
断面は軒部形状を兼用する工夫をすることで、側面が垂直に立ち上がるフラットな構成としている。床面高さはホームとの逆段差が生じないようにするため、1,130 mmとして、加えて乗降口沓摺り部を車両限界の3 mm以内とすることで、乗降時の段差や隙間を少なくするように設定している。
エクステリアは、移動を担う都市の一部としての存在感を表現するため、全体的にスマートな造形とし、先頭部においてもシンプルな箱形としている。
なお、相模鉄道直通対応の準備工事として、転落防止幌の準備工事がされている。

### 車内
客室内はラインカラーである青色（ブルー）を基本とし、透明感や清潔感を演出するためガラスを多用している。
コンセプトはユニバーサルデザインの考え方を取り入れた「人にやさしい車両」とし、車椅子やベビーカー、大きな荷物を持つ人も利用しやすいように、全ての車両にフリースペースを設置し、つり革やスタンションポールの数の充実とともに、低いつり革や荷棚を設置している他、スムーズな乗降ができるように、乗降口脇のスペースを広くとっている。快適な車内空間の実現のために、扉間の座席を6人掛けとし、1人当たりの幅を25 mm（450 mm→475 mm）広くさせた。また、乗降ドア付近の空間を拡大させることで、乗降時の流動性を向上させている。座席はバケットシートとし、中間部に設けたスタンションポールと合わせて1人分の着席位置を明確化した。モケットは汚れの目立ちにくいヘリンボーンの柄、色は一般座席は濃青、優先席は青色と親和性が高い緑とすることで統一性を維持した上で識別性も付与した。座席横の袖仕切は利用者同士の接触を妨げるため大型化している。乗降ドアの鴨居部に多言語対応の液晶モニター（3台のうち右側2台で表示し、左側は広告用（愛称・地下ッ都ビジョン）の設置など、訪日外国人への充実した案内を可能としている。利用者に安心感を提供するため、乗降ドア上の鴨居部と車端部に、セキュリティカメラを1両あたり4箇所設置している。また、車内での無料Wi-Fiサービスを提供していた（2023年3月31日をもって終了）。

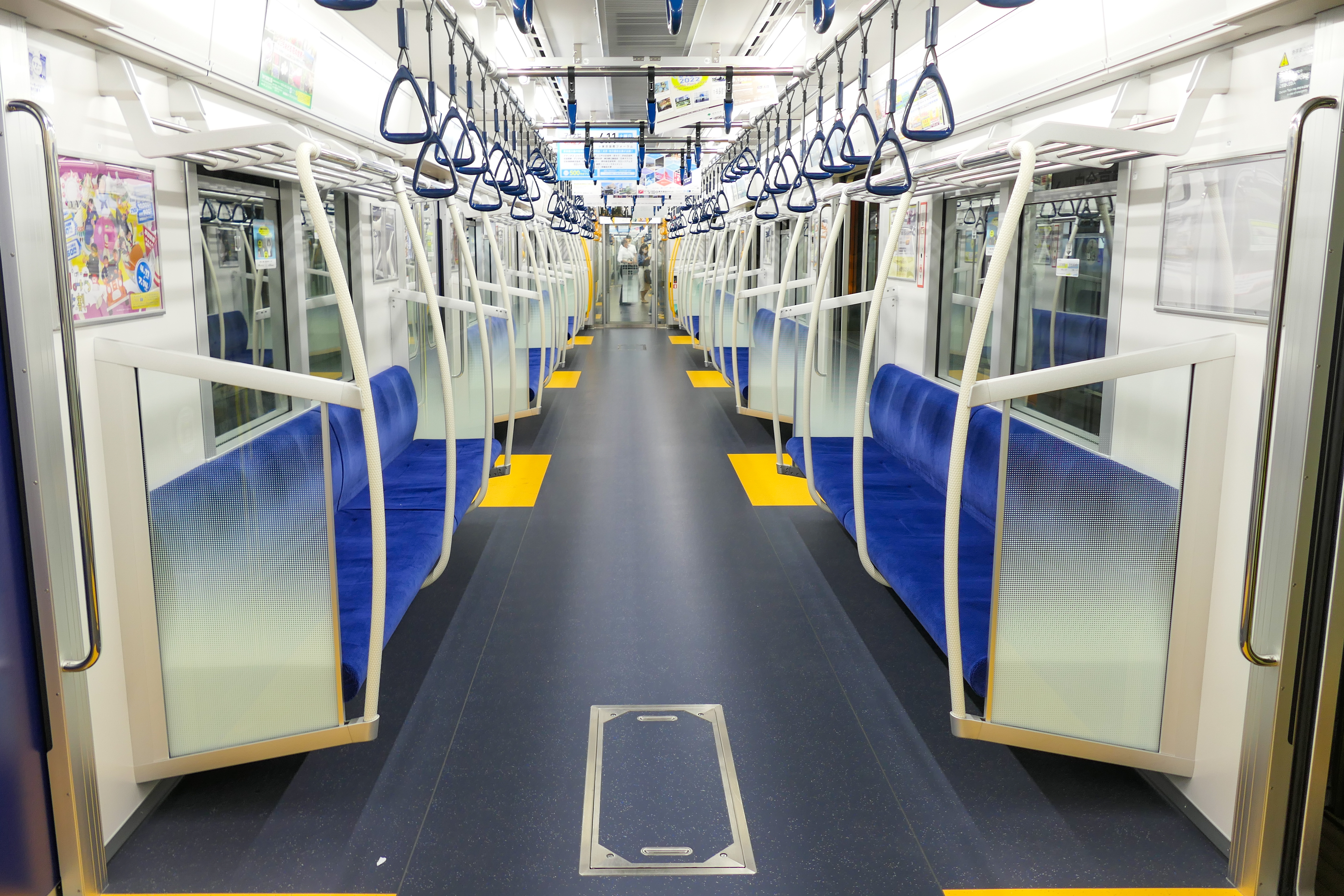
車内
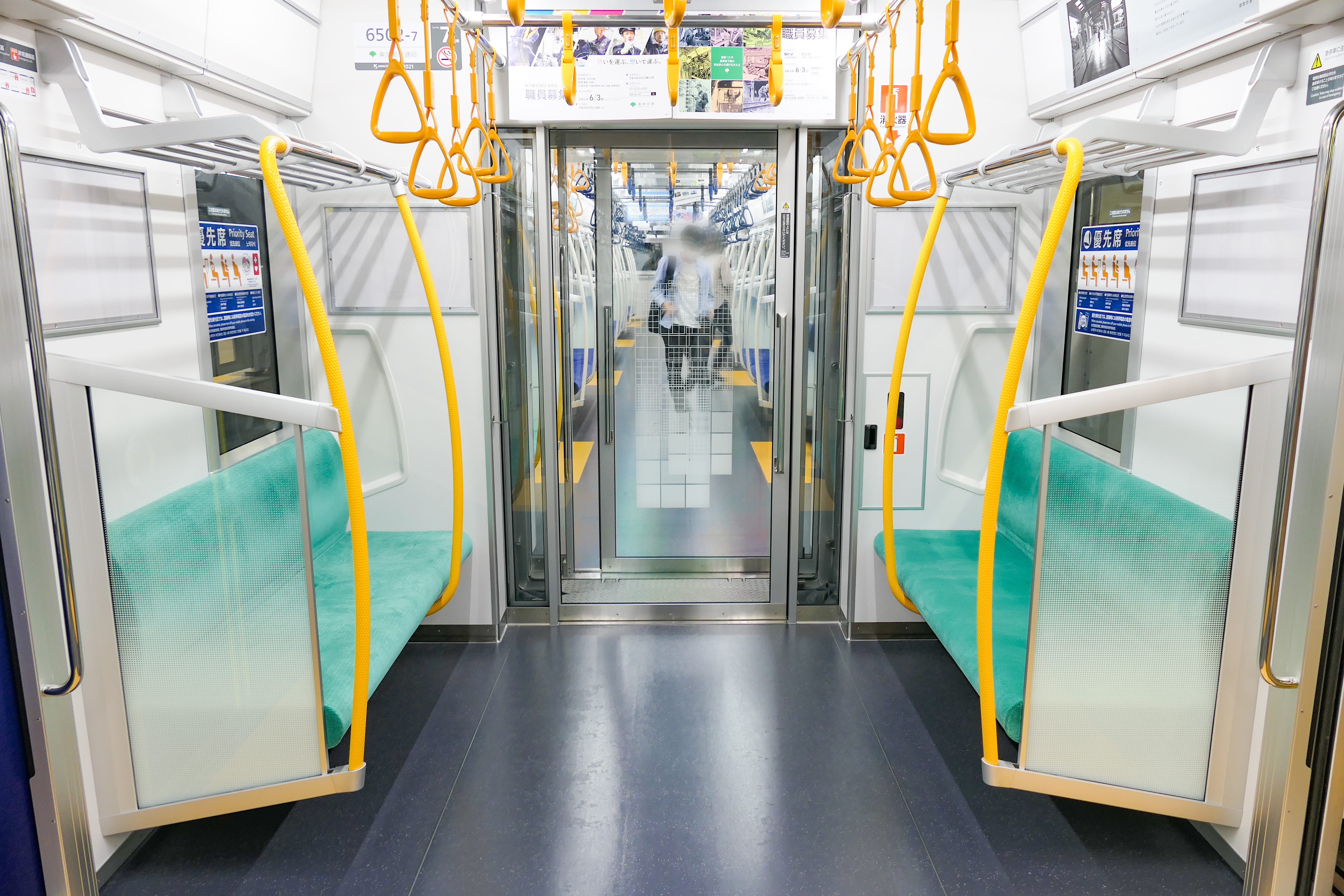
優先席
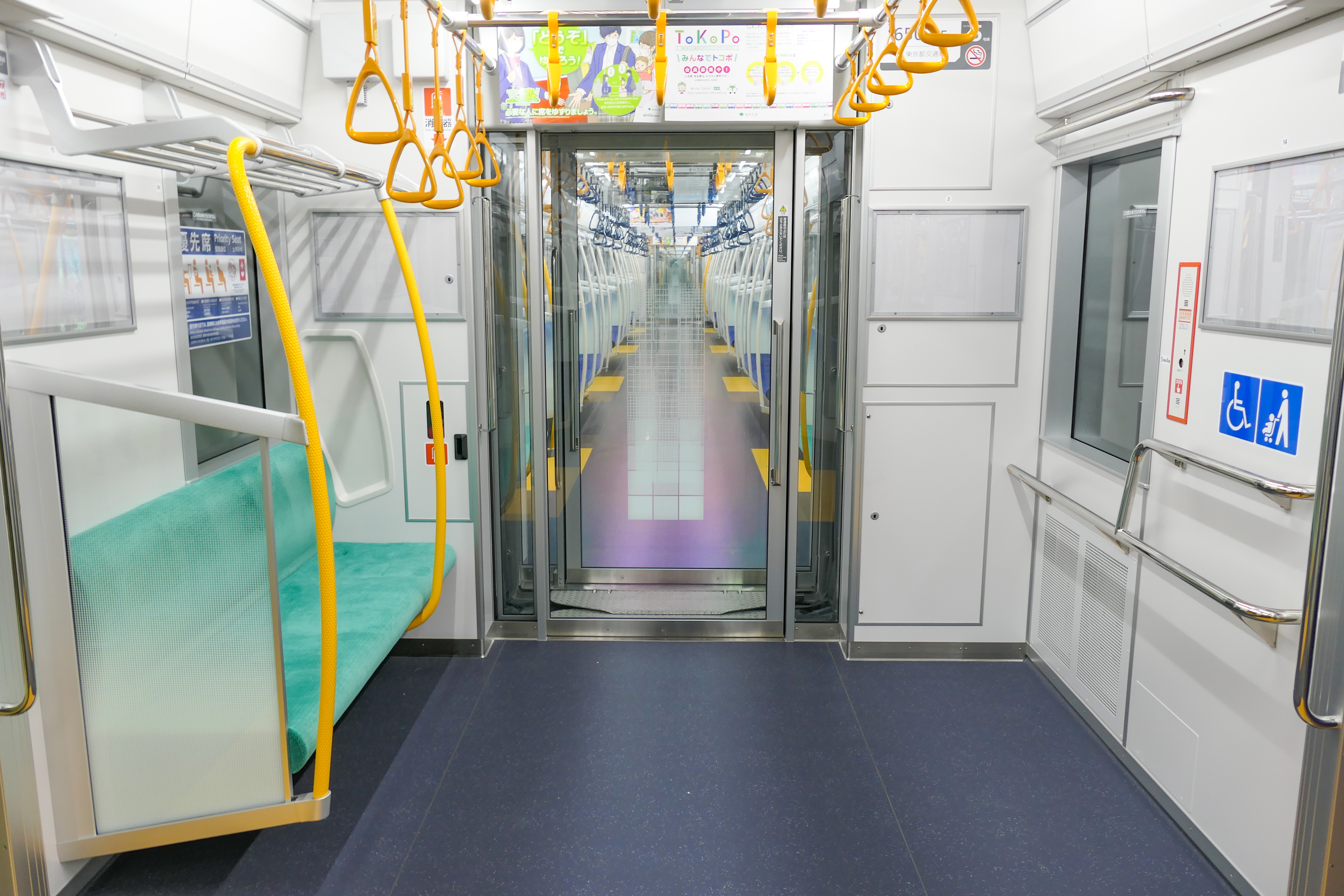
優先席・フリースペース
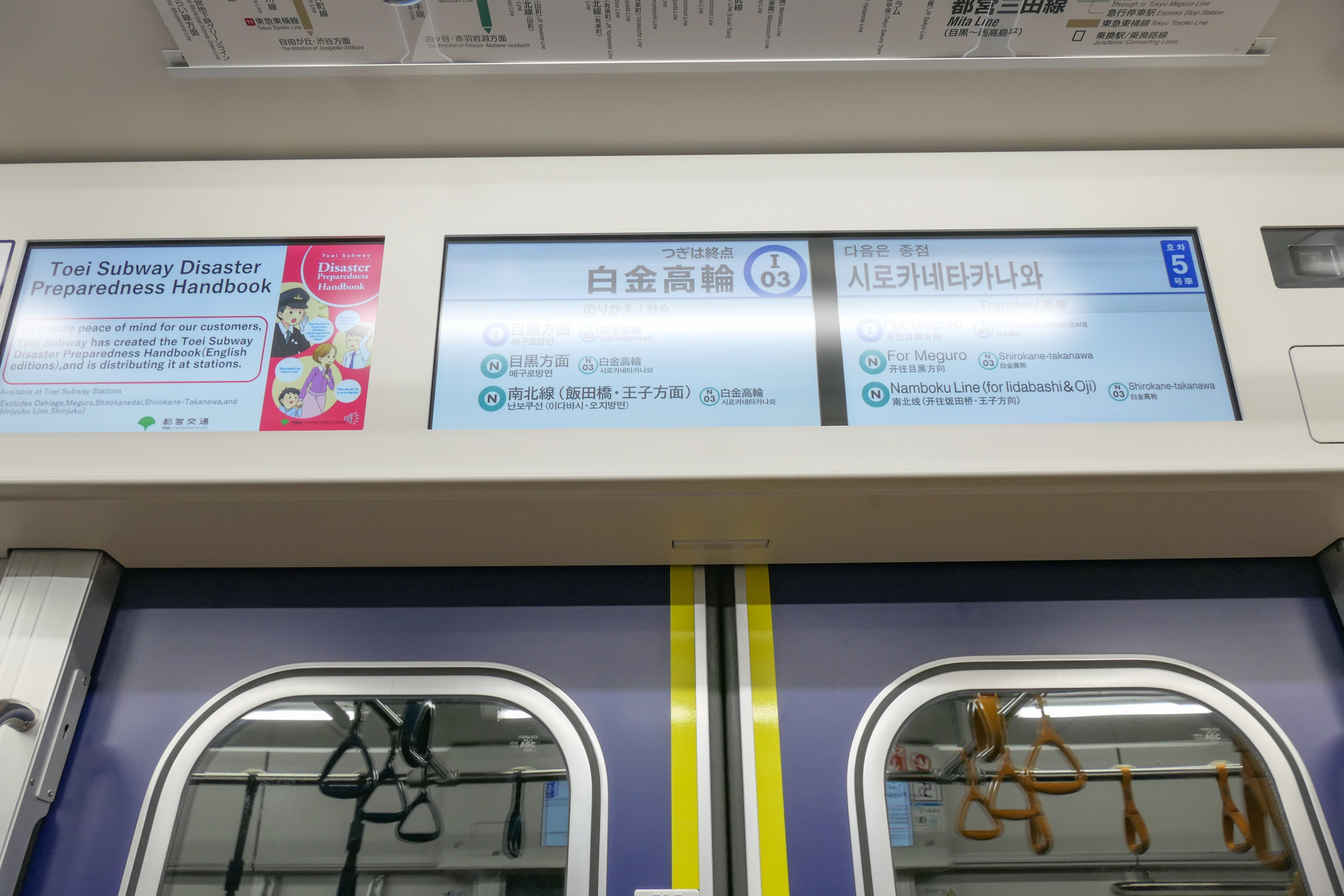
車内案内表示器
側面行先表示器

### 走行機器
主電動機には1時間定格出力170 kWの全閉式三相かご形誘導電動機が採用されている。主回路素子に、低損失高温動作可能な炭化ケイ素を使用した三菱電機製のハイブリッドSiCモジュールIGBT素子制御装置であり、回生ブレーキの特性を向上や消費エネルギーの削減も期待が出来る。
ブレーキ方式は回生ブレーキ併用電気指令式ブレーキを採用し、種別として常用ブレーキ・非常ブレーキ・保安ブレーキ・耐雪ブレーキ・駐車ブレーキの5つを設置している。その中の駐車ブレーキは三田線の車両で初めて採用され、留置中にばねの力によってブレーキ力を作用し、車両の転動防止をすることができる。
また、都営地下鉄初となる走行中の車両各装置の動作情報を車両基地に伝送できる車両情報管理装置を搭載し、本系列の運用に合わせて三田線で車両の状態をリアルタイムに可視化する「車両情報収集システム」の運用が開始されている。
屋根については、先頭車に3つのアンテナ台座が設けられ、うち2つが使用されている状態である（自社の三田線と東急用の列車無線をそれぞれ1つ設置）。残る1つは相鉄直通対応準備工事として、相鉄用の列車無線アンテナを取り付ける台座だけが用意されている。

## 編成
- 全編成が8両編成で、電動車（M）と付随車（T）の構成（MT比）は4M4Tである。
- 全編成が志村車両検修場に配置される。

|          |          | ← 西高島平目黒・新横浜 → |                      |                      |                      |                      |                      |                      |                        |                                                                        |
| 形式     | 形式     | 6500-1 (Tc1) (65-TC1A)   | 6500-2 (M2) (65-M2A) | 6500-3 (M3) (65-M3A) | 6500-4 (T4) (65-T4A) | 6500-5 (T5) (65-T5A) | 6500-6 (M6) (65-M6A) | 6500-7 (M7) (65-M7A) | 6500-8 (Tc8) (65-TC8A) |                                                                        |
| 機器配置 | 機器配置 |                          | VVVF,BT              | SIV,CP,BT            |                      |                      | VVVF,BT              | SIV,CP,BT            |                        | 製造年                                                                 |
| 車両番号 | 車両番号 | 6501-1 ： 6513-1         | 6501-2 ： 6513-2     | 6501-3 ： 6513-3     | 6501-4 ： 6513-4     | 6501-5 ： 6513-5     | 6501-6 ： 6513-6     | 6501-7 ： 6513-7     | 6501-8 ： 6513-8       | 2020年（6501編成） 2021年（6502 - 6506編成） 2022年（6507 - 6513編成） |

凡例
- VVVF：主制御器
SIV：補助電源装置（静止形インバータ）
CP：空気圧縮機
BT：蓄電池

備考
- Tc1、63-TC1Aなど車種表記は2種類がある。
- 集電装置はM1車に各2基が搭載される。
- 車両番号は4桁の数字の後にハイフンを置き1桁の数字を配しており、4桁のうちの上2桁は形式を、下2桁は編成番号を、ハイフン以下の1桁は編成内の順位を表す。

## 運用
2022年5月14日より運用が開始され、翌日から東急目黒線でも運用が開始された。
運用開始前の2021年3月には6501編成が東京地下鉄の新木場車両基地へ入線している。
なお、2023年3月には三田線との乗り入れを行う相鉄新横浜線・東急新横浜線が開業したが、6500形には投入時点で新横浜以遠の相模鉄道への直通（三者直通）に対応した機器は設置されていない。ただし、都交通局は将来的な対応工事の可能性も示唆しており、先述のように相鉄用の列車無線と転落防止幌の設置準備工事がなされている。

## 今後の予定
2025年2月13日に東京都交通局が発表した「東京都交通局経営計画2025（案）」概要版によると、三田線では6300形3次車11編成を令和9（2027）年度から令和11（2029）年度までに6500形11編成へ更新する事を発表した。また、これまでの13編成目までとは異なり、新規導入車は入札の結果総合車両製作所の製造となる予定。なお、相鉄直通に対応するかに関しては、2025年経営計画案時点では言及されていない為、既存車も増備車も未定である。

## その他
導入発表直後、車両前面のデザインが文具メーカーのキングジムのロゴに似ていると話題となり、交通局も当系列のオリジナルプラレールを購入するとキングジムの限定コラボ商品の特典が付属するというコラボ企画を実施した。